# МиГ-31
МиГ-31 (според условното наименование на НАТО: Foxhound) е руски двуместен, височинен, всесезонен, свръхзвуков изтребител-прехващач. Той е първият съветски боен самолет от четвърто поколение.
МиГ-31 е предназначен за прихващане и унищожаване на въздушни цели на изключително ниски, средни и големи височини, денем и нощем, при прости и трудни метеорологични условия, когато противникът използва активни и пасивни радиолокационни смущения, както и фалшиви топлинни цели. Група от четири самолета МиГ-31 е способна да наблюдава въздушно пространство с дължина на фронта до 1100 км.
Първоначално изтребителят е разработен за прихващане на крилати ракети, изстрелвани от въздуха.
Полковете с МиГ-31 няколко години са имали статут на специални сили (спецназ) за противовъздушна отбрана.

## Разработка
Работата по създаването на изтребителя-прехващач МиГ-31 започва в Опитното-конструкторско бюро „А. И. Микоян“ през 1968 година. Самолетът е построен по схемата на МиГ-25, но има екипаж от двама души – летец и щурман-оператор, разположени по схемата „тандем“.
Разработката на МиГ-31 започва с първия полет на прототипа Ye-155MP на 16 септември 1975. Макар че ползва за основа вече съществуващия МиГ-25, новият прототип е с удължен фюзелаж заради новия по-мощен радар и в много аспекти може да се смята, че МиГ-31 все пак е изтребител с нов дизайн. Новият прототип е съставен от два пъти повече титан (16 %) и три пъти повече алуминий (33 %) спрямо своя предшественик. Друга особеност е, че МиГ-31 може да лети свръхзвуково на ниски височини. Освен това самолетът е много по-стабилен на ниски височини благодарение на новите Д-30 двигатели, които използва.
Един от най-важните елементи за новия прехващач е обновеният радар, с възможности за засичане на обекти под и над самолета, както и следене на няколко цели едновременно.
Както и предшественика си МиГ-25, новият самолет буди съмнения и спекулации в Запада. Западът узнава за течащата тогава разработка от Виктор Беленко, съветски пилот, дезертирал със своя МиГ-25П в Япония през 1976. Беленко описва предстоящият „Super Foxbat“ като двуместен изтребител-прехващач, способен да прехваща крилати ракети.
Серийното производство на МиГ-31 започва през 1979 и до 2000 г. са произведени общо 400 бройки.
През годините МиГ-31 претърпява различни програми за модернизация, като МиГ-31БМ с подобрена авионика, нов радар, HOTAS (ръцете на лоста и управлението на двигателя), LCD и мултифункционални дисплеи, възможност за използване на най-новата ракета „въздух-въздух“ Р-77.
В руските ВВС проектът за обновяване на всички МиГ-31 до БМ стандарта започва през 2010 г. и се предвижда повече от 60 самолета да бъдат обновени до този стандарт през 2020 г.

## Електроника

### Радиолокационни станции
- РЛС РП-31 Н007 „Заслон“ – от 1981 г.
- РЛС „Заслон-M“ – от 2008 г.

Основата на системата за радиолокационно откриване на цели и насочване на оръжията на самолета МиГ-31 е импулсно-доплеровата радиолокационна станция (РЛС) РП-31 Н007 „Заслон“ („PESA“ – Заслон S-800) с пасивна фазирана антенна решетка (ФАР), разработена от Научноизследователския институт по приборостроене в град (Жуковский). МиГ-31 е първият изтребител в света, оборудван с радар с ФАР [9] и остава единственият такъв сериен изтребител от 1981 до 2000 г. (докато на въоръжение не влизат френският изтребител „Рафал“ и F-15C с активна фазирана антенна решетка AN/APG-163(V)2 [10]). Радиолокаторът получава три работни канала: откриване, осветяване на целта и определяне на националност. Това свойство е имала само системата за управление на огъня на палубния изтребител F-14. РЛС РП-31 Н007 може да засича цели до 600 км, да следи с автоматично съпровождане до 10 обекта и да атакува 4 от тях едновременно. 
На по-новите модификации е инсталиран новият Заслон-M, който е с по-голяма антена и може да работи по наземни и въздушни цели едновременно. Заслон-М има с 50 % по-добра производителност от предшественика си Заслон-S-800.
Самолетите за далечно радиолокационно откриване и управление A-50 и МиГ-31 AWACS могат автоматично да обменят целеуказвания помежду си. МиГ-31 може да насочва наземни системи за противовъздушна отбрана към цели.

### Навигационни системи
Пилотно-навигационното оборудване на самолета МиГ-31 включва автоматичната система за управление САУ-155МП и зрително-навигационния комплекс КН-25 с две инерционни системи ИС-1-72А с цифрова изчислителна машина „Маневр“, системата за близкообхватна радионавигация „Радикал-НП“ (А-312) или А-331 и системата за дългообхватна радионавигация А-723 „Квиток-2“. Радионавигацията на далечни разстояния се осъществява с помощта на две системи: „Тропик“ (подобна на системата „Лоран“) и „Маршрут“ (подобна на системата „Омега“).

### Система за РЕБ
Самолетът е оборудван със средства за радиоелектронна борба (РЕБ) от радиолокационния и инфрачервения диапазон.
Бордовата отбранителна система включва станция за предупреждение за облъчване (антирадар) SPO-15SL и апаратура за поставяне на електромагнитни и инфрачервени смущения.
Прехващачът МиГ-31 е способен да изпълнява бойни задачи чрез взаимодействие с наземната автоматизирана цифрова система за управление (АСУ „Рубеж“), работейки в режими на дистанционно насочване, полуавтономни действия (координатна поддръжка), самостоятелно и в състава на група от четири самолета с автоматичен вътрешногрупов обмен на информация. Цифровата система за комуникация, устойчива на смущения, осигурява автоматичен обмен на тактическа информация в група от четири прехващача, разположени на разстояние до 200 км един от друг (за наземни точки обхватът е до 2000 км) и насочване към цел на група изтребители с по-малко мощна авионика (в този случай самолетът действа като точка за насочване или ретранслатор). МиГ-31 е способен да насочва до четири самолета МиГ-23/29, Су-19/27 към цели, без да включва радарите на тези самолети. Това е единственият боен самолет, способен ефективно да прехваща малки по размер нисколетящи крилати ракети. Цифровият шумоустойчив радиоканал АК-РЛДН осигурява двупосочен обмен на тактическа информация с наземния команден пункт. Цифровата шумоустойчива апаратура АПД-518 позволява обмен на данни за въздушната обстановка на разстояние до 200 км със самолети, които имат интерфейсни устройства с апаратурата АПД-518 (МиГ-31, Су-27, МиГ-29, А-50). Възможно е да се възстанови пълна картина на въздушната обстановка, получена от работата на четири радара, и да се възстанови информацията с помощта на триангулационни или кинематични методи. Всичко това прави МиГ-31 не просто прехващач, но и летящ щаб на ВВС и ПВО, едновременно изпълняващ дейностите далечно радиолокационно откриване и управление.

## Двигатели
2хРД-30Ф6x15000kH

## Въоръжение
- Оръдие: ГШ-6-23.
- Ракети: Р-33, Р-40, Р-60, Р-37.

В обтекателя от дясната страна на фюзелажа е монтирано шестцевно автоматично 23-милиметрово оръдие с 260 снаряда. Четири далекобойни управляеми ракети са монтирани на долната повърхност на средната част на фюзелажа. Далекобойността е 120 км, обхватът на използване на височина е от 25 м до 28 000 м. Ракетите са разположени на пускови установки в полувдлъбнато положение. Ракети с инфрачервени самонасочващи глави са окачени на четири подкрилни пилона.

## Модификации
- Миг-31Б
- Миг-31БС
- Миг-31БМ – в началото на 2012 г., Русия обявява, че за нуждите на ВВС ще бъдат модернизирани 60 изтребителя Миг-31 до версията БМ. На машините ще бъде монтирана нова система за управление на оръжието, което ще позволи да бъде увеличена далечината на откриване на цели до 320 км и далечината на унищожаването – до 280 км. Самолетът ще може едновременно да съпровожда до 10 въздушни цели, шест от които могат да бъдат едновременно обстреляни.
- Миг-31Д
- Миг-31ЛЛ
- Миг-31М
- Миг-31Ф
- Миг-31ФЕ
- Миг-31Е
- Миг-31ДЕ

## На въоръжение
МиГ-31 постъпва на въоръжение в съветските ПВО през 1982 г. За първи път е фотографиран от норвежки пилот по време на мисия над Баренцово море през 1985 г. След разпада на Съветския съюз през 1991 г. и последвалата икономическа криза, много ескадрили на новосформираните Руски ВВС не могат да поддържат своите МиГ-31 и през 1996 г. само 20% са годни за летене. След съживяването на руската икономика в началото на XXI век са отпуснати средства за поддръжка и модернизация и през 2006 г. 75% от самолетите са годни за летене.
- Русия
- Казахстан

### Изведен от експлоатация
- СССР
  - ПВО

## Тактико-технически характеристики (МиГ-31Е)

### Габаритни характеристики
- Размах на крилете: 13,456 m
- Дължина: 21,62 m
- Височина: 6,456 m
- Площ на крилете: 61,06 m2
- Тегло 
  - Празен: 21 820 kg
  - Нормална излетна маса: 41 800 kg
  - Максимална излетна маса: 46 200 kg
- Гориво
  - Вътрешни резервоари: 16 350 l
  - Външни окачени: 5000 l
- Екипаж: 2

### Технически характеристики
- Тяга
  - суха: 2 х 93 kN
  - на форсаж: 2 х 152 kN
- Макс. скорост
  - на височина:	3000 km/h (Мах 2,83)
  - при земя: 1500 km/h (Мах 1,50)
- Практическа далечина
  - боен радиус: 1450 km при Мах 0,8 / 720 km при Мах 2,83
  - максимален обсег: 3,300 km
- Скороподемност: 208 m/s
- Таван на полета: 20 600 m
- Максимално натоварване: 5 g
- Тяговъоръженост: 0,85
- Двигател: 2х Соловиев Д-30Ф6,2X15 500 КГф (152 kN с форсаж)

## Бойно приложение
През ноември 2016 г. авиационната група на руските военновъздушни сили в Сирия е подсилена от изтребители МиГ-31. Според официално изявление на говорител на Министерството на отбраната, те ще бъдат използвани за прикриване на авиобазата Хмеймим и за управление на въздушните операции, като частично заменят самолетите за ранно предупреждение и управление А-50.
В средата на март 2022 г., по време на руската инвазия в Украйна, руските военни използват ракета „Кинжал“, вероятно от МиГ-31К, предположително срещу склад за боеприпаси в Западна Украйна, което бележи първото бойно приложение на тази система.
Регистрирано е и използване на МиГ-31БМ с ракети Р-37. Регистрирано е поне веднъж използване на Х-31П, а един руски МиГ-31 е отписан при небойна авария в Крим. Според сателитни снимки от американската космическа компания Maxar Technologies, два МиГ-31 са били унищожени на летище „Белбек“ край Севастопол в резултат на ракетен удар на 15 май 2024 г.
На 15 юли 2025 г. украинските ВВС заявяват, че е засечено излитане на руски МиГ-31К. Този тип самолети могат да носят хиперзвукова ракета „Кинжал“, която много трудно може да бъде прехваната при атаки на по-малки разстояния. Ракетата лети със скорост над 10 000 км/ч и може да поразява цели на разстояние до 2 000 км. Поради тази скорост и краткото време за реакция, противовъздушна отбрана може да не успее да реагира, за това се обявява тревога веднага щом бъде засечено излитане на МиГ-31К.